# درک یک پایان
درک یک پایان (انگلیسی: The Sense of an Ending) رمانی از جولیان بارنز است. این کتاب یازدهمین رمان بارنز با نام اصلی است (او همچنین چند رمان جنایی با نام مستعار دن کاوانا نوشته) که در ۴ اوت ۲۰۱۱ در بریتانیا منتشر شد. درک یک پایان در اکتبر ۲۰۱۱ برندهٔ جایزهٔ ادبی من بوکر و یک ماه بعد نامزد دستهٔ رمان‌های جایزهٔ ادبی کاستا شد.

## ترجمه به فارسی
- عنوان: درک یک پایان/ جولیان بارنز؛ ترجمه نیلوفر داد. (تهران: قاصدک صبا، ۱۳۹۶) شابک: ۹۷۸۶۰۰۵۶۷۵۳۲۰ [۳]
- عنوان: درک یک پایان/ جولیان بارنز؛ ترجمه حسن کامشاد. (تهران: فرهنگ نشر نو: آسیم، ۱۳۹۶) شابک: ۹۷۸۶۰۰۷۴۳۹۳۴۰[۴]